# Douriez
Douriez est une commune française située dans le département du Pas-de-Calais en région Hauts-de-France.
La commune fait partie de la communauté de communes des 7 Vallées qui regroupe 66 communes et compte 29 425 habitants en 2022.

## Géographie

### Localisation
Localisée dans le sud-ouest du département du Pas-de-Calais et limitrophe du département de la Somme, Douriez est une commune de la vallée de l'Authie située, à vol d'oiseau, à 12 km au sud-ouest de la commune d'Hesdin-la-Forêt et à 16 km au sud-est de la commune de Montreuil-sur-Mer (chef-lieu d'arrondissement).
Le territoire de la commune est limitrophe de ceux de sept communes, dont trois, Argoules, Dominois et Ponches-Estruval dans le département de la Somme
Les communes limitrophes sont  Argoules, Dominois, Gouy-Saint-André, Ponches-Estruval, Saint-Rémy-au-Bois, Saulchoy et Tortefontaine.

### Géologie et relief
La superficie de la commune est de 8,84 km2 ; son altitude varie de 7  à   102 m.

### Hydrographie
Le territoire de la commune est situé dans le bassin Artois-Picardie.
L'Authie, cours d'eau naturel de 108,18 km, qui prend sa source dans la commune de Coigneux, située dans le département de la Somme, et qui se jette dans la Manche entre les communes de Berck et de Fort-Mahon-Plage, limite le territoire communal au sud. C'est aussi la frontière avec le département de la Somme.

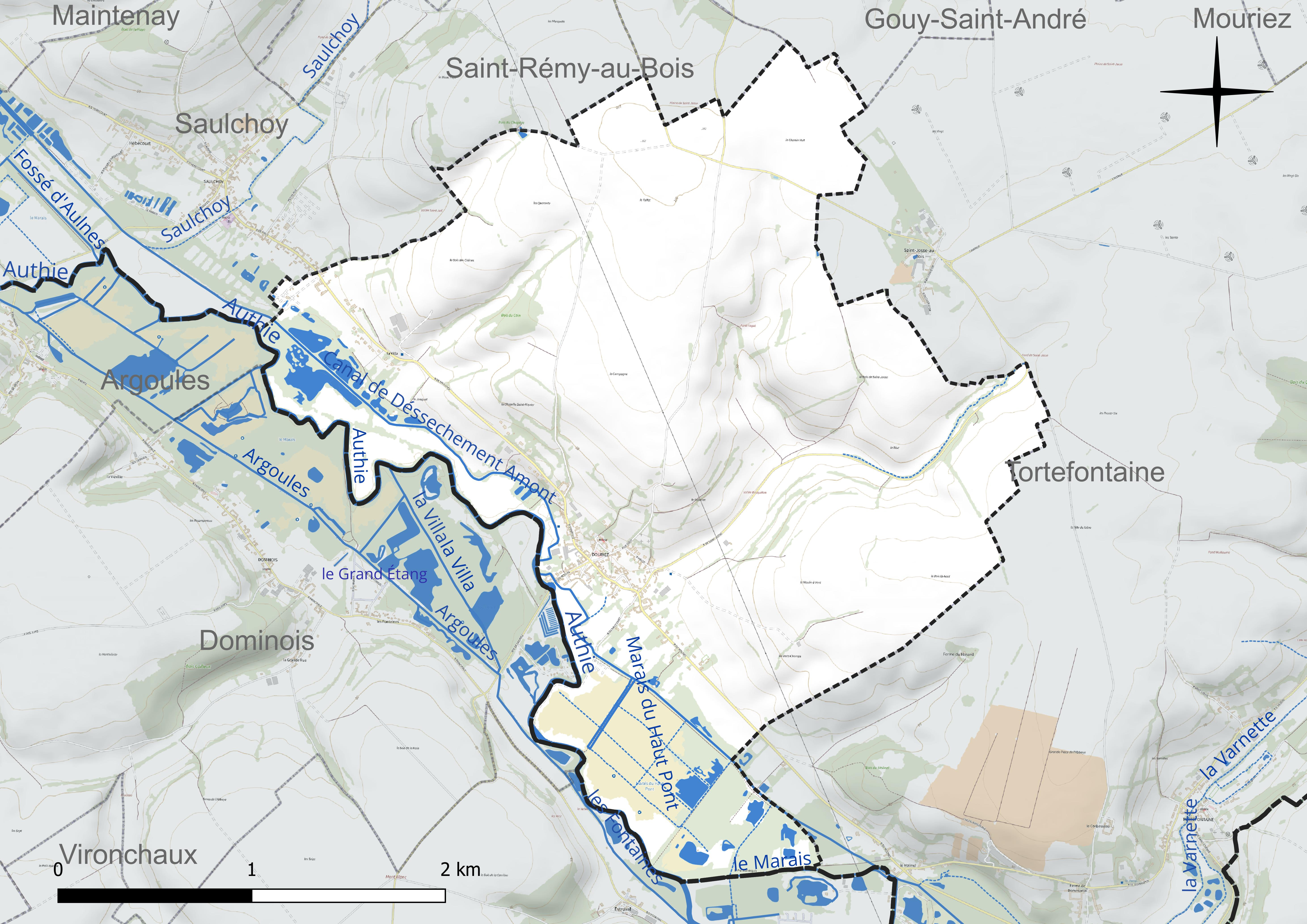
Réseau hydrographique de Douriez.

### Climat
Pour des articles plus généraux, voir Climat des Hauts-de-France et Climat du Pas-de-Calais.
En 2010, le climat de la commune est de type climat océanique altéré, selon une étude du CNRS s'appuyant sur une série de données couvrant la période 1971-2000. En 2020, Météo-France publie une typologie des climats de la France métropolitaine dans laquelle la commune est exposée à un climat océanique et est dans la région climatique Côtes de la Manche orientale, caractérisée par un faible ensoleillement (1 550 h/an) ; forte humidité de l’air (plus de 20 h/jour avec humidité relative > 80 % en hiver), vents forts fréquents.
Pour la période 1971-2000, la température annuelle moyenne est de 10,4 °C, avec une amplitude thermique annuelle de 13,1 °C. Le cumul annuel moyen de précipitations est de 864 mm, avec 12,6 jours de précipitations en janvier et 8,1 jours en juillet. Pour la période 1991-2020, la température moyenne annuelle observée sur la station météorologique la plus proche, située sur la commune de Humières à 24 km à vol d'oiseau, est de 10,9 °C et le cumul annuel moyen de précipitations est de 856,9 mm,. Pour l'avenir, les paramètres climatiques de la commune estimés pour 2050 selon différents scénarios d'émission de gaz à effet de serre sont consultables sur un site dédié publié par Météo-France en novembre 2022.

### Paysages
Pour un article plus général, voir Paysage en France.
La commune s'inscrit dans l'est du « paysage du val d’Authie » tel que défini dans l’atlas des paysages de la région Nord-Pas-de-Calais, conçu par la direction régionale de l'Environnement, de l'Aménagement et du Logement (DREAL),.
Ce paysage, qui concerne 83 communes, se délimite : au sud, dans le département de la  Somme par le « paysage de l’Authie et du Ponthieu, dépendant de l’atlas des paysages de la Picardie et au nord et à l’est par les paysages du Montreuillois, du Ternois et les paysages des plateaux cambrésiens et artésiens. Le caractère frontalier de la vallée de l’Authie, aujourd’hui entre le Pas-de-Calais et la Somme, remonte au Moyen Âge où elle séparait le royaume de France du royaume d’Espagne, au nord.
Son coteau Nord est net et escarpé alors que le coteau Sud offre des pentes plus douces. À l’Ouest, le fleuve s’ouvre sur la baie d'Authie, typique de l’estuaire picard, et se jette dans la Manche. Avec son vaste estuaire et les paysages des bas-champs, la baie d’Authie contraste avec les paysages plus verdoyants en amont.
L’Authie, entaille profonde du plateau artésien, a créé des entités écopaysagères prononcées avec un plateau calcaire dont l’altitude varie de 100  à   163 m qui s’étend de chaque côté du fleuve. L’altitude du plateau décline depuis le pays de Doullens, à l'est (point culminant à 163 m), vers les bas-champs picards, à l'ouest (moins de 40 m). Le fond de la vallée de l’Authie, quant à lui, est recouvert d’alluvions et de tourbes. L’Authie est un fleuve côtier classé comme cours d'eau de première catégorie où le peuplement piscicole dominant est constitué de salmonidés. L’occupation des sols des paysages de la Vallée de l’Authie est composée pour 70 % en culture.

### Milieux naturels et biodiversité

#### Barrage de Douriez
Le barrage de Douriez sur l'Authie, frontière naturelle entre le Pas-de-Calais et la Somme, est le passage obligé des poissons migrateurs qui veulent rejoindre leur lieu de reproduction en eau douce. L’agence de l'eau Artois-Picardie et la pisciculture ont financé, sur le site de l'ancien moulin, une nouvelle passe à poissons, composée de six bassins et un passage spécifique pour les anguilles, afin de permettre aux poissons migrateurs comme la truite de mer, le saumon atlantique, l’anguille d'Europe, la lamproie de rivière et la lamproie marine de rejoindre la mer ou leur zone de reproduction. Ce site, situé à 25 kilomètres de l’estuaire, est opérationnel depuis décembre 2021. À cette nouvelle passe, est ajouté en octobre 2022, un système de vidéocomptage unique dans le département, financé par la Fédération de pêche 62, la Fédération nationale de la pêche et par la région Hauts-de-France, qui permet l'identification des espèces et le comptage des poissons afin de mieux évaluer leur état, leur taille et leur nombre. Ce site est accessible aux visiteurs.

#### Espace protégé et géré
La protection réglementaire est le mode d’intervention le plus fort pour préserver des espaces naturels remarquables et leur biodiversité associée.
Dans ce cadre, le territoire de la commune fait partie d'un espace protégé : le marais du Haut Pont , d'une superficie de 55,118 ha, terrain acquis (ou assimilé) par le conservatoire d'espaces naturels des Hauts-de-France.

#### Zones naturelles d'intérêt écologique, faunistique et floristique
L’inventaire des zones naturelles d'intérêt écologique, faunistique et floristique (ZNIEFF) a pour objectif de réaliser une couverture des zones les plus intéressantes sur le plan écologique, essentiellement dans la perspective d’améliorer la connaissance du patrimoine naturel national et de fournir aux différents décideurs un outil d’aide à la prise en compte de l’environnement dans l’aménagement du territoire.
Le territoire communal comprend deux ZNIEFF de type 1 :
- le marais du Haut Pont, d’une superficie de 91 ha. Cette ZNIEFF appartient au système écologique de la basse vallée de l’Authie, entité naturelle marquant la frontière entre l’Artois et la Picardie. Elle s’étend sur la rive droite de l’Authie et repose sur des alluvions tourbeuses drainées par un réseau de chenaux[16] ;
- les étangs et le marais de la Fontaine, d’une superficie de 57 ha. Cette ZNIEFF s’étend sur la rive droite de l’Authie, dans le fond de la vallée. La majeure partie du marais est occupée par des prairies humides et, sur la partie ouest, par deux vastes étangs tourbeux[17].

et une ZNIEFF de type 2 : la basse Vallée de l’Authie et ses versants entre Douriez et l’estuaire. Cette ZNIEFF forme une longue dépression au fond tourbeux  et offre plus de 4 000 ha de marais, de prairies humides et d'étangs.

Carte des ZNIEFF de type 1 et 2 sur la commune
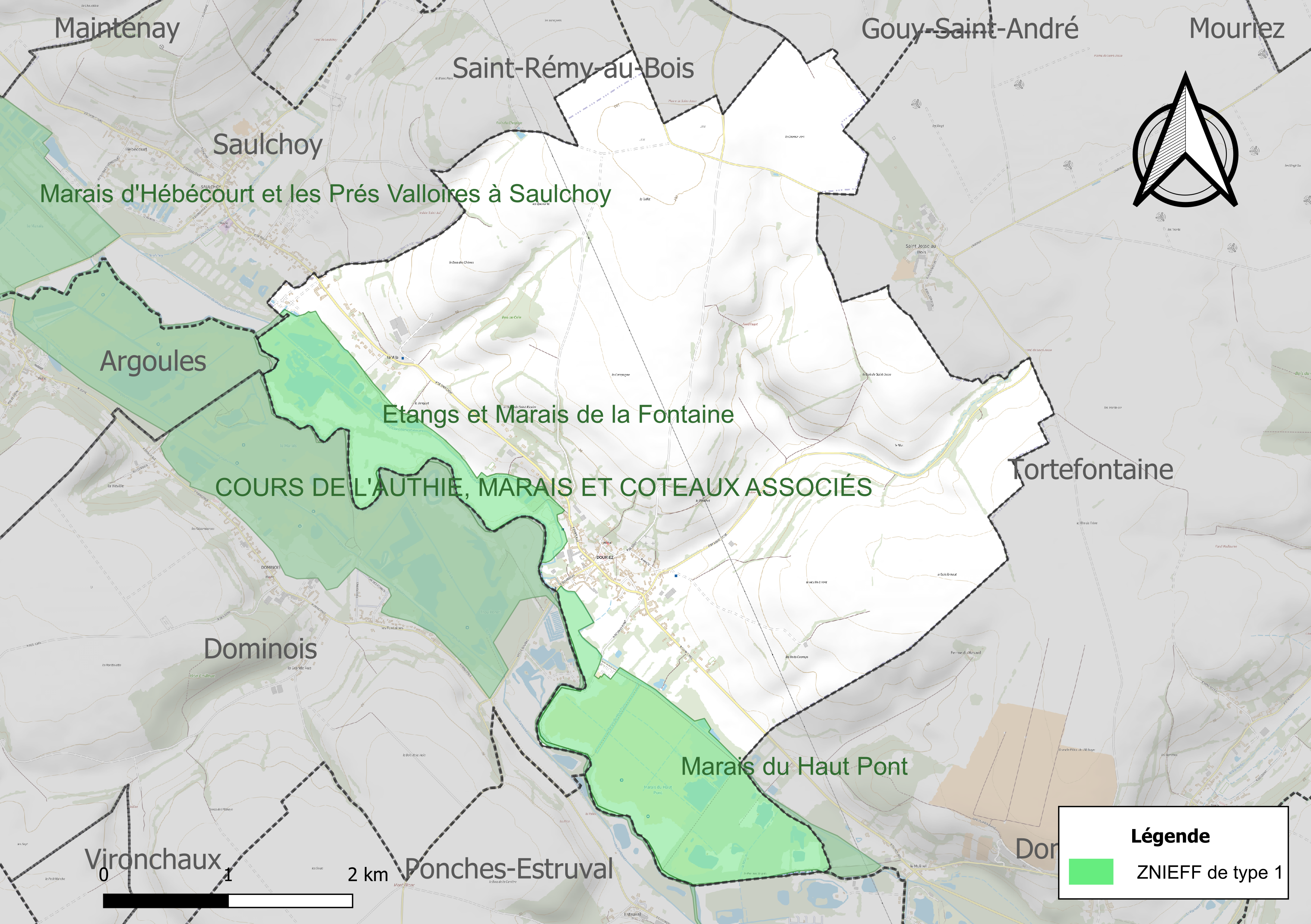
Carte des ZNIEFF de type 1 sur la commune.
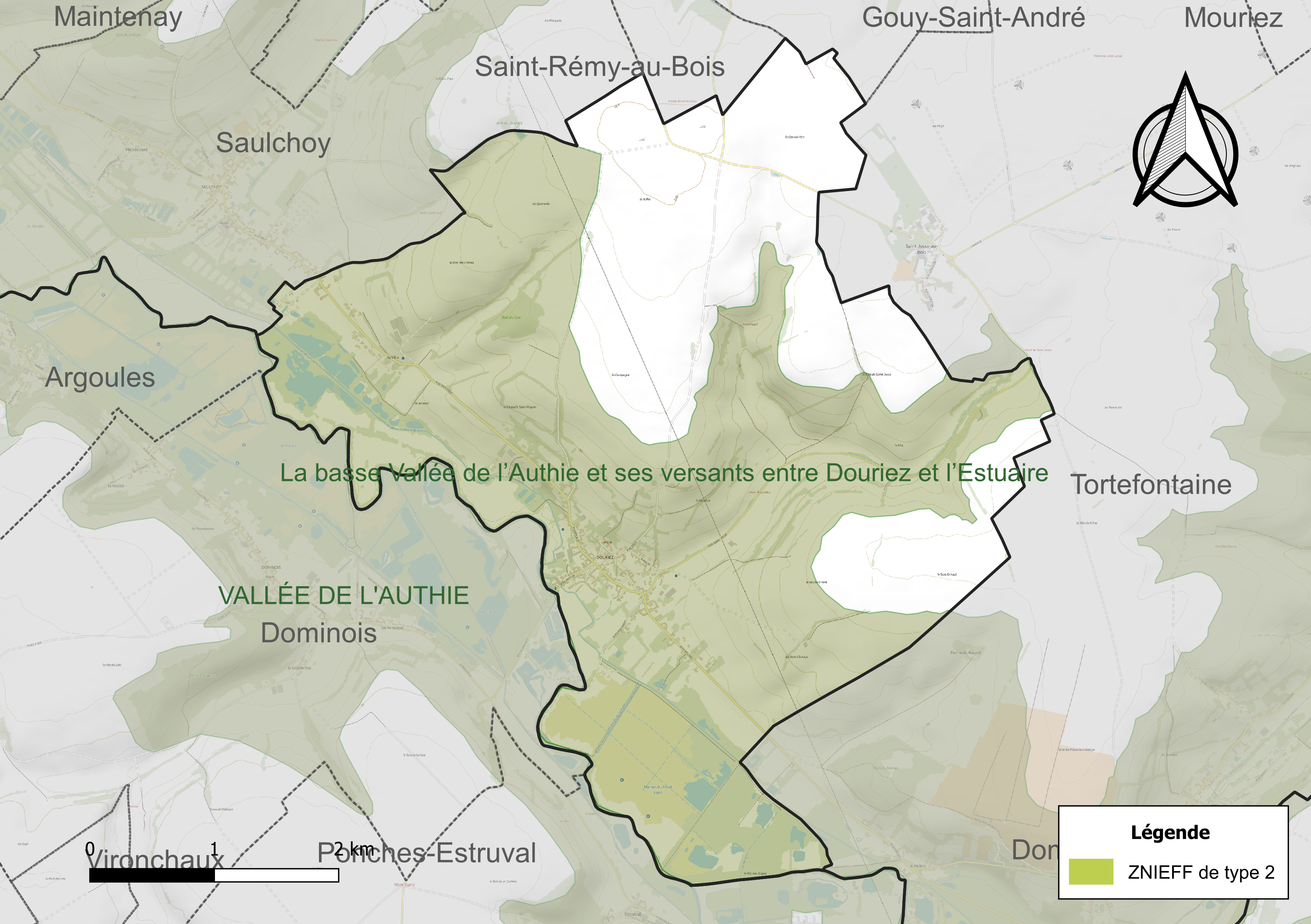
Carte de la ZNIEFF de type 2 sur la commune.

#### Site Natura 2000
Le réseau Natura 2000 est un réseau écologique européen de sites naturels d’intérêt écologique élaboré à partir des directives « habitats » et « oiseaux ». Ce réseau est constitué de zones spéciales de conservation (ZSC) et de zones de protection spéciale (ZPS). Dans les zones de ce réseau, les États membres s'engagent à maintenir dans un état de conservation favorable les types d'habitats et d'espèces concernés, par le biais de mesures réglementaires, administratives ou contractuelles.
Sur la commune, un site Natura 2000 de type B est défini en site d'importance communautaire (SIC) : les prairies et marais tourbeux de la basse vallée de l'Authie, d'une superficie de 307 ha.

## Urbanisme

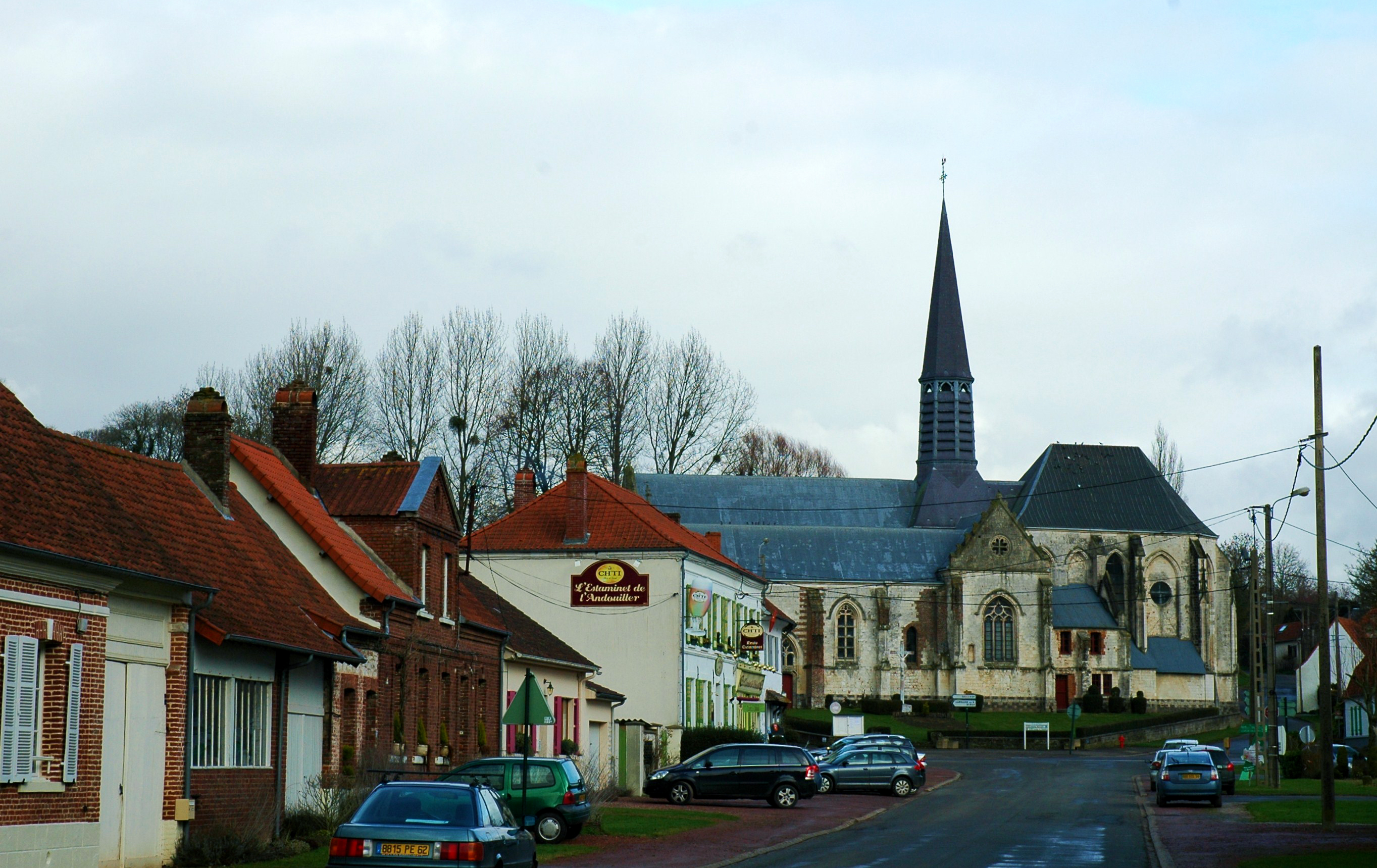
Le centre du village.

### Typologie
Au 1er janvier 2024, Douriez est catégorisée commune rurale à habitat dispersé, selon la nouvelle grille communale de densité à sept niveaux définie par l'Insee en 2022.
Elle est située hors unité urbaine et hors attraction des villes,.

### Occupation des sols
L'occupation des sols de la commune, telle qu'elle ressort de la base de données européenne d’occupation biophysique des sols Corine Land Cover (CLC), est marquée par l'importance des territoires agricoles (82,2 % en 2018), une proportion identique à celle de 1990 (82,2 %). La répartition détaillée en 2018 est la suivante : 
terres arables (60,9 %), prairies (11,8 %), zones agricoles hétérogènes (9,5 %), zones humides intérieures (6,2 %), zones urbanisées (4,7 %), milieux à végétation arbustive et/ou herbacée (4,5 %), forêts (2,4 %). L'évolution de l’occupation des sols de la commune et de ses infrastructures peut être observée sur les différentes représentations cartographiques du territoire : la carte de Cassini (XVIIIe siècle), la carte d'état-major (1820-1866) et les cartes ou photos aériennes de l'IGN pour la période actuelle (1950 à aujourd'hui).

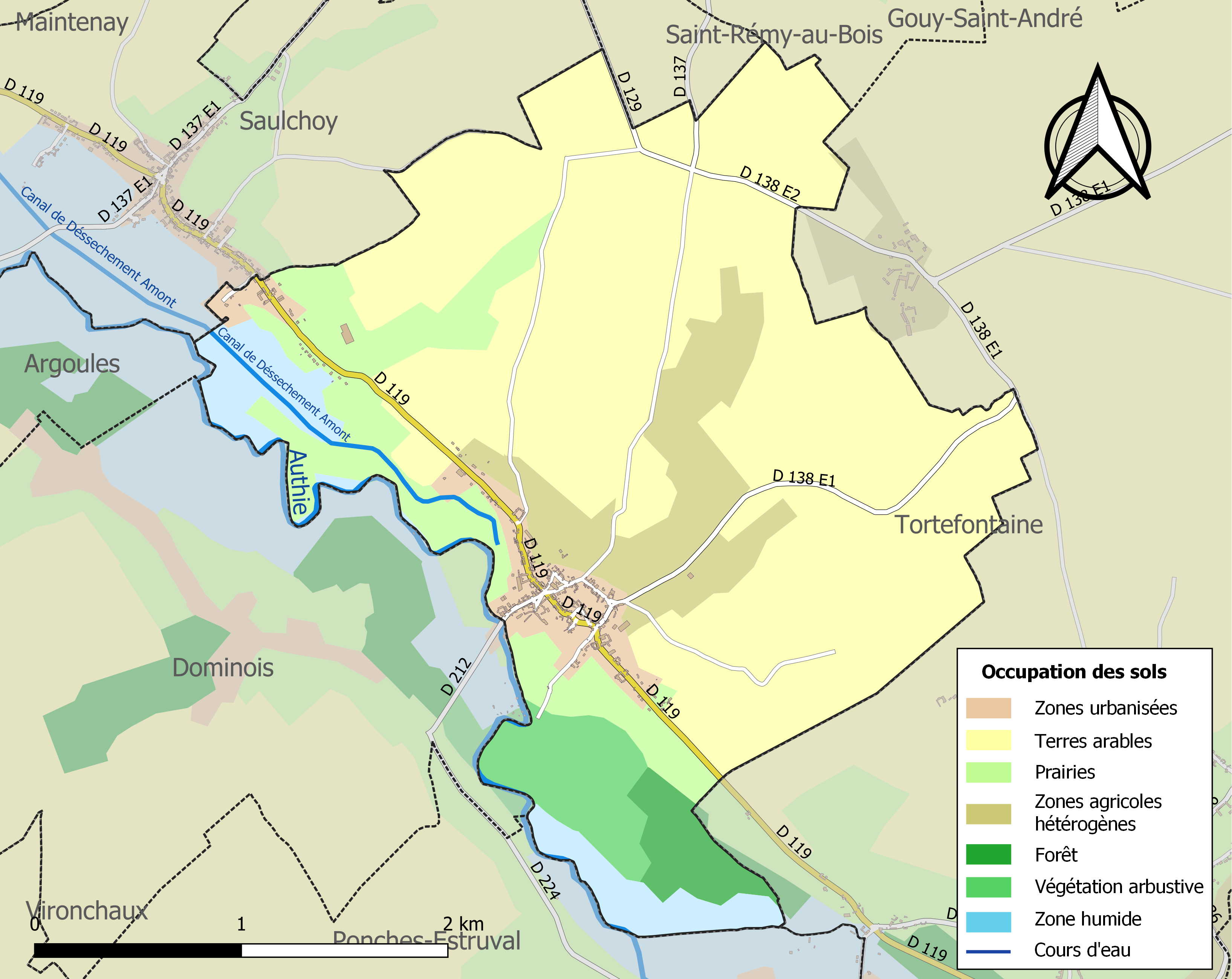
Carte des infrastructures et de l'occupation des sols de la commune en 2018 (CLC).

### Voies de communication et transports

#### Voies de communication
La commune est desservie par les routes départementales D 119 et la D 138 E1.

#### Transport ferroviaire
La commune se trouve à 11 km, au sud, de la gare de Maresquel, située sur la ligne de Saint-Pol-sur-Ternoise à Étaples, desservie par des trains TER Hauts-de-France.

## Toponymie
Le nom de la localité est attesté sous les formes Villa quæ ob amorem Domnus Richarius dicitur au XIIe siècle ; Donnus Riherus en 1123 ; Donreiher en 1137 ; Dourriers en 1154 ; Domrechier en 1156 ; Donraiher vers 1180 ; Domrahier en 1195 ; Damreiher, Damriherus au XIIe siècle ; Duarier en 1218 ; Donrehier en 1219 ; Donreyer, Donreier en 1221 ; Domriker en 1233 ; Dourrihiers en 1239 ; Domriehier en 1240 ; Donrier en 1241 ; Donrrehier en 1245 ; Donrrihier en 1259 ; Donriher en 1257 ; Domrier en 1268 ; Dourihier en 1272 ; Donrihier en 1286 ; Donryer en 1311 ; Douryer en 1343 ; Dourryer en 1358 ; Douryer en 1363 ; Dourier vers 1366 ; Douryés en 1375 ; Douvrier en 1421 ; Dovrier (lire : Dourier) en 1421 ; Dourrietz en 1554 ; Dourietz-en-Arthois de 1663 à 1672 ; Dourier-sur-Authie au XVIIIe siècle, Douriez en 1793 ; Dourier et Douriez depuis 1801.

## Histoire
Douriez était située sur la voie romaine reliant Amiens à Boulogne-sur-mer, ou via Agrippa de l'Océan : elle y traverse l'Authie, venant de Ponches-Estruval. La voie est citée dans une charte du seigneur de Douriez en avril 1205 en faveur de l'abbaye de Valloires.

## Politique et administration

### Découpage territorial
La commune se trouve dans l'arrondissement de Montreuil du département du Pas-de-Calais, depuis 1801..

#### Commune et intercommunalités
La commune a fait partie, de 1996 à 2013, de la communauté de communes du val de Canche et d'Authie et, depuis le 1er janvier 2014, elle fait partie de la communauté de communes des 7 Vallées (7 Vallées comm) dont le siège est basé à Hesdin.

#### Circonscriptions administratives
La commune faisait partie du canton de Campagne-lès-Hesdin, depuis la loi du 22 décembre 1789 reprise par la constitution de 1791, qui divise le royaume (la République en septembre 1792), en communes, cantons, districts et départements.
Dans le cadre du redécoupage cantonal de 2014 en France, elle est maintenant rattachée, ainsi que toutes les communes de l'ancien canton de Campagne-lès-Hesdin, au canton d'Auxi-le-Château qui passe de 26 à 84 communes.

#### Circonscriptions électorales
Pour l'élection des députés, la commune fait partie, depuis 1986, de la quatrième circonscription du Pas-de-Calais.

### Élections municipales et communautaires

#### Liste des maires
| Période                                  | Période                      | Identité       | Étiquette | Qualité                                             |
| ---------------------------------------- | ---------------------------- | -------------- | --------- | --------------------------------------------------- |
| Les données manquantes sont à compléter. |                              |                |           |                                                     |
| mars 2001                                | 2008                         | Paul Becquet   |           |                                                     |
| mars 2008                                | En cours (au 4 janvier 2015) | Agnès Chabanne | SE        | Employée retraitée Réélue pour le mandat 2014-2020, |

## Équipements et services publics

### Espaces publics
La commune fait partie des villages labellisés Village Patrimoine, qui œuvrent à mettre en avant leurs patrimoines matériels et/ou immatériels (historique, culturel, naturel, architectural, etc.).

### Justice, sécurité, secours et défense
La commune dépend du tribunal de proximité de Montreuil-sur-Mer, du conseil de prud'hommes de Boulogne-sur-Mer, du tribunal judiciaire de Boulogne-sur-Mer, de la cour d'appel de Douai, du tribunal de commerce de Boulogne-sur-Mer, du tribunal administratif de Lille, de la cour administrative d'appel de Douai, du pôle nationalité du tribunal judiciaire de Boulogne-sur-Mer et du tribunal pour enfants de Boulogne-sur-Mer.

## Population et société

### Démographie

#### Évolution démographique
L'évolution du nombre d'habitants est connue à travers les recensements de la population effectués dans la commune depuis 1793. Pour les communes de moins de 10 000 habitants, une enquête de recensement portant sur toute la population est réalisée tous les cinq ans, les populations de référence des années intermédiaires étant quant à elles estimées par interpolation ou extrapolation. Pour la commune, le premier recensement exhaustif entrant dans le cadre du nouveau dispositif a été réalisé en 2004.

En 2022, la commune comptait 291 habitants, en évolution de −13,65 % par rapport à 2016 (Pas-de-Calais : −0,72 %, France hors Mayotte : +2,11 %).
| 1793 | 1800 | 1806 | 1821 | 1831 | 1836 | 1841 | 1846 | 1851 |
| ---- | ---- | ---- | ---- | ---- | ---- | ---- | ---- | ---- |
| 622  | 593  | 568  | 584  | 586  | 574  | 587  | 539  | 524  |

| 1856 | 1861 | 1866 | 1872 | 1876 | 1881 | 1886 | 1891 | 1896 |
| ---- | ---- | ---- | ---- | ---- | ---- | ---- | ---- | ---- |
| 550  | 541  | 527  | 535  | 500  | 460  | 442  | 404  | 407  |

| 1901 | 1906 | 1911 | 1921 | 1926 | 1931 | 1936 | 1946 | 1954 |
| ---- | ---- | ---- | ---- | ---- | ---- | ---- | ---- | ---- |
| 411  | 401  | 345  | 304  | 311  | 316  | 317  | 357  | 295  |

| 1962 | 1968 | 1975 | 1982 | 1990 | 1999 | 2004 | 2006 | 2009 |
| ---- | ---- | ---- | ---- | ---- | ---- | ---- | ---- | ---- |
| 276  | 281  | 239  | 259  | 256  | 296  | 279  | 280  | 308  |

| 2014 | 2019 | 2022 | - | - | - | - | - | - |
| ---- | ---- | ---- | - | - | - | - | - | - |
| 333  | 303  | 291  | - | - | - | - | - | - |

#### Pyramide des âges
En 2018, le taux de personnes d'un âge inférieur à 30 ans s'élève à 32,7 %, soit en dessous de la moyenne départementale (36,7 %). De même, le taux de personnes d'âge supérieur à 60 ans est de 23,1 % la même année, alors qu'il est de 24,9 % au niveau départemental.
En 2018, la commune comptait 160 hommes pour 154 femmes, soit un taux de 50,96 % d'hommes, largement supérieur au taux départemental (48,5 %).
Les pyramides des âges de la commune et du département s'établissent comme suit.
| Hommes | Classe d’âge | Femmes |
| ------ | ------------ | ------ |
| 0,6    | 90 ou +      | 0,7    |
| 4,5    | 75-89 ans    | 6,0    |
| 16,2   | 60-74 ans    | 18,1   |
| 22,7   | 45-59 ans    | 27,5   |
| 20,1   | 30-44 ans    | 18,1   |
| 11,0   | 15-29 ans    | 16,8   |
| 24,7   | 0-14 ans     | 12,8   |

| Hommes | Classe d’âge | Femmes |
| ------ | ------------ | ------ |
| 0,5    | 90 ou +      | 1,6    |
| 5,6    | 75-89 ans    | 8,9    |
| 16,7   | 60-74 ans    | 18,1   |
| 20,2   | 45-59 ans    | 19,2   |
| 18,9   | 30-44 ans    | 18,1   |
| 18,2   | 15-29 ans    | 16,2   |
| 19,9   | 0-14 ans     | 17,9   |

## Culture locale et patrimoine

### Lieux et monuments

#### Monument historique
- L'église de la Nativité de Notre-Dame (ou Saint-Riquier), construite au début du XVIe siècle. En 1638, un incendie entraîne l'effondrement des voûtes, reconstruites au début du XVIIIe siècle. La flèche de croisée est construite à la fin du XIXe siècle. Le bâtiment fait l’objet d’un classement au titre des monuments historiques depuis le 16 décembre 1982[41].

#### Autres lieux et monuments
- Le monument aux morts[42].
- Le moulin à eau.
- L'école.

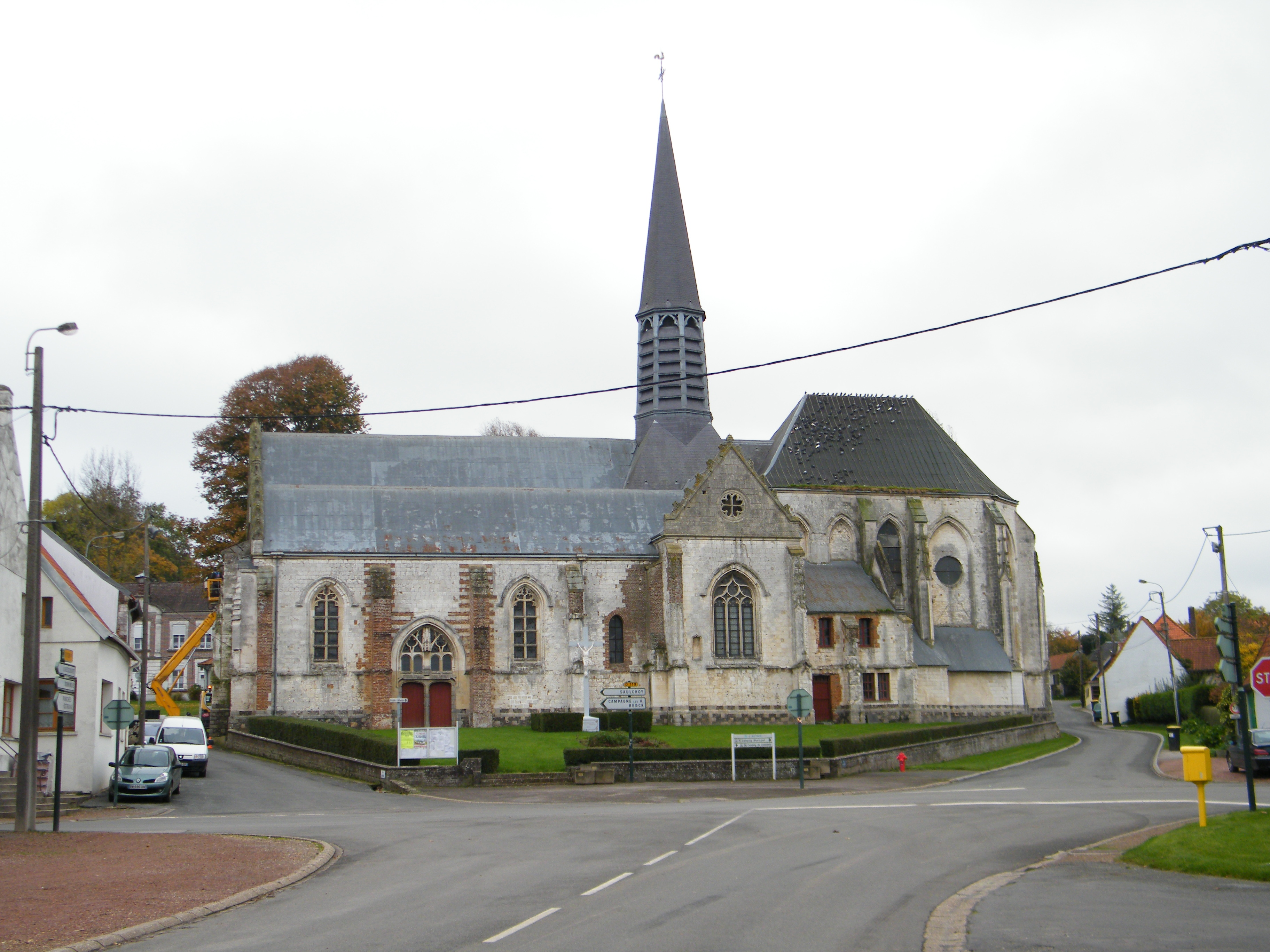
L'église.
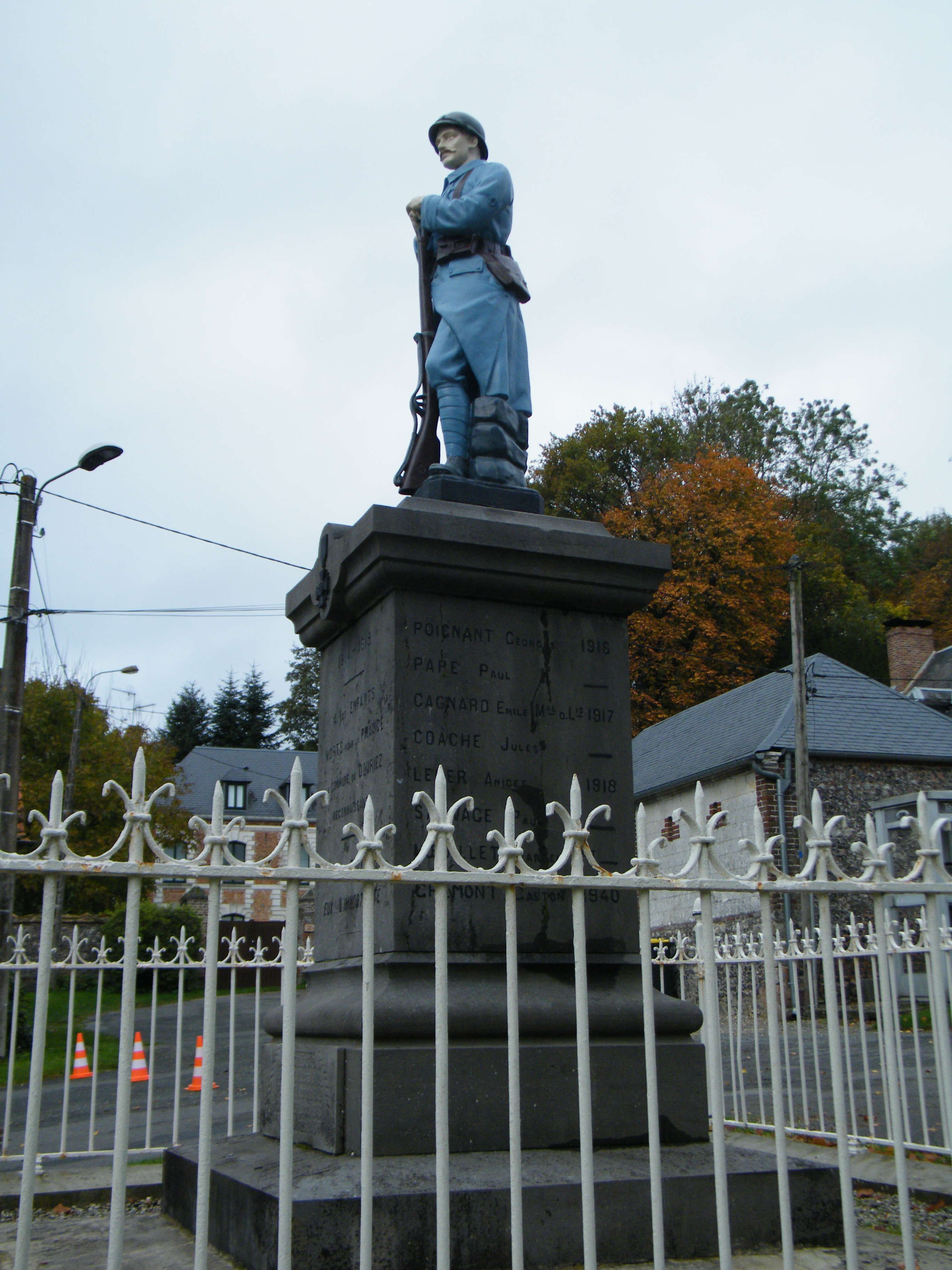
Le monument aux morts.
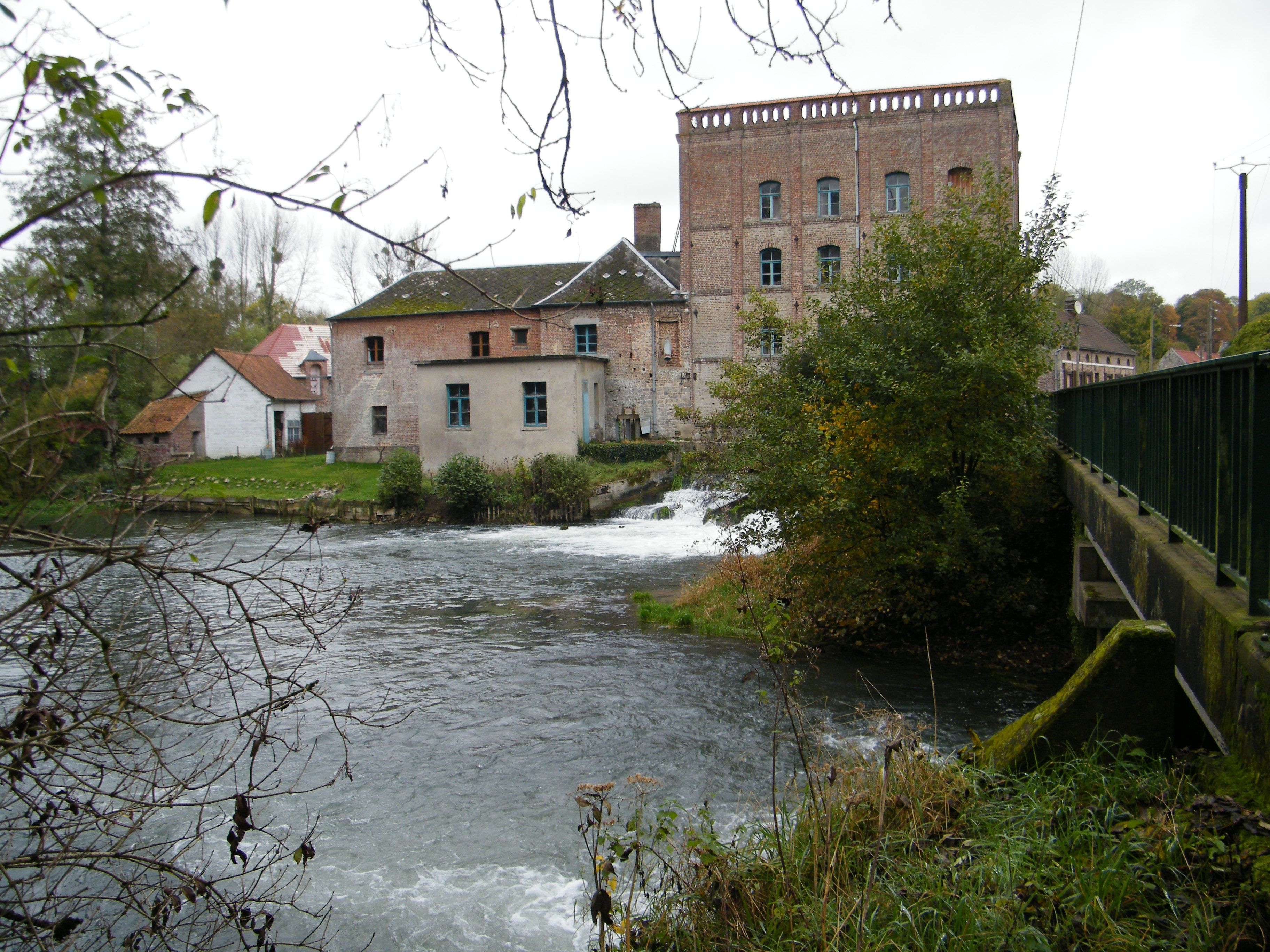
Le moulin à eau.
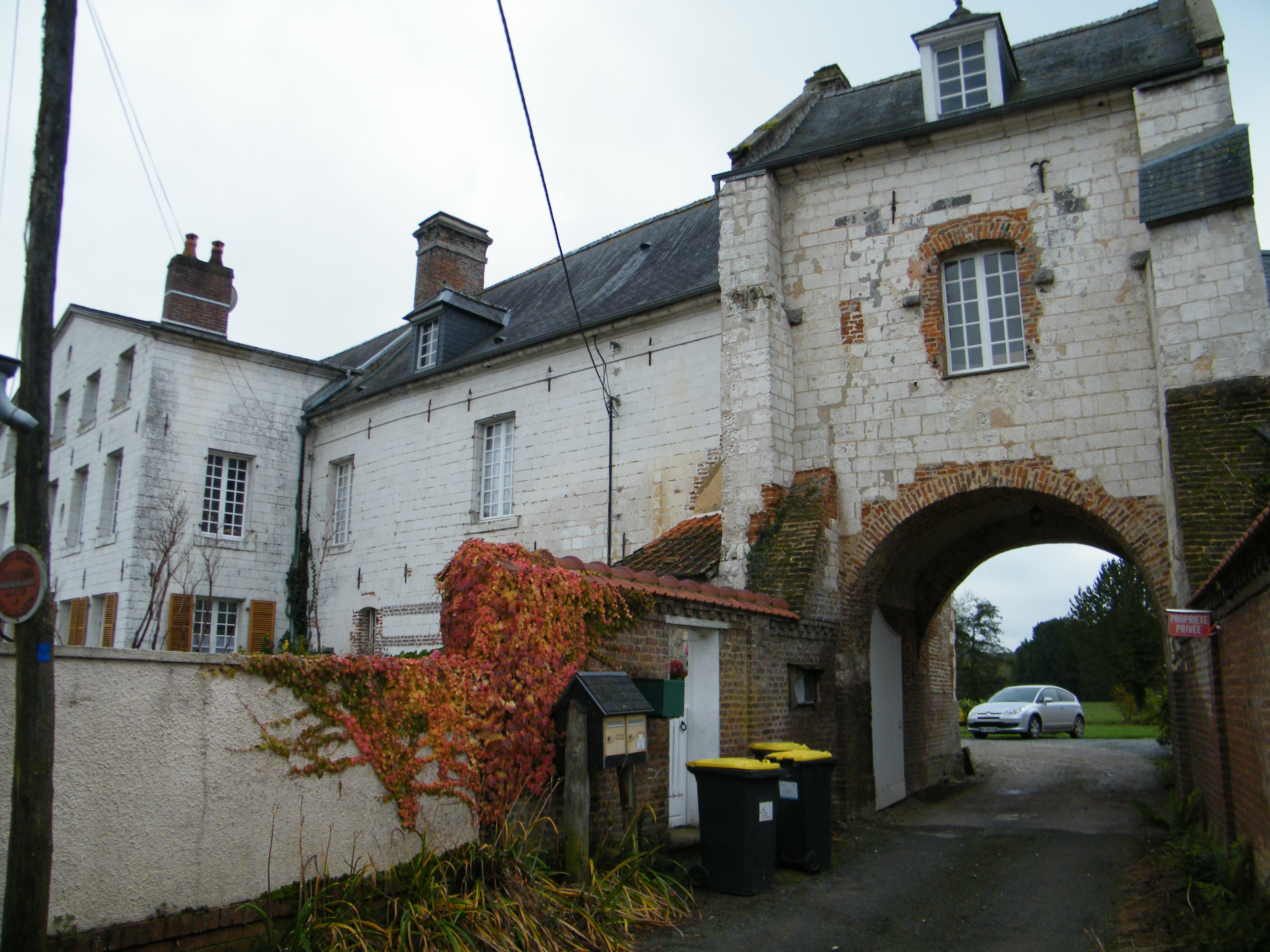
L'héritage architectural.
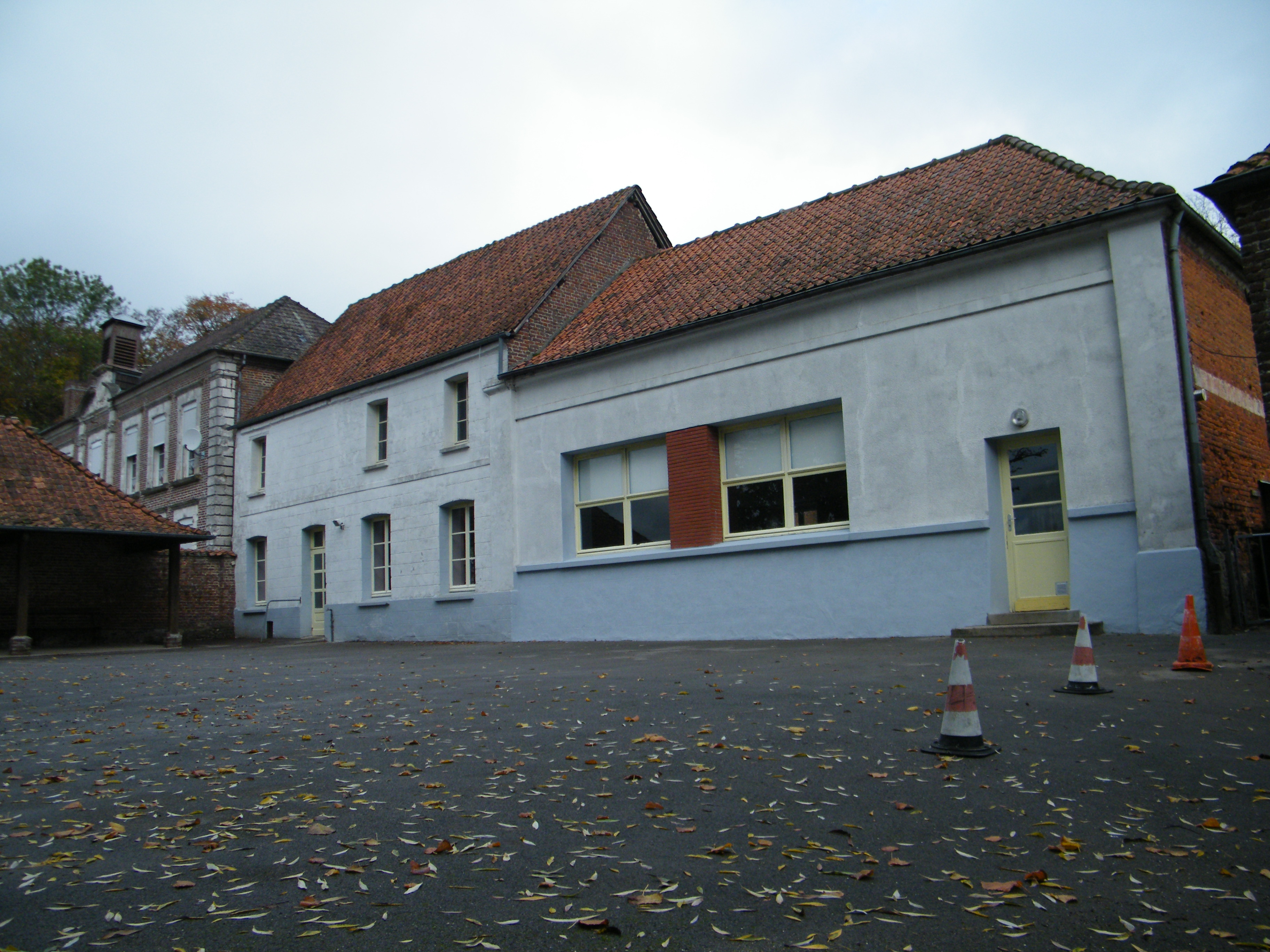
L'école.

### Patrimoine culturel
La commune signe en 2024 la convention avec l’« Agence régionale de la langue picarde », elle devient la quatrième du Pas-de-Calais et la première du Montreuillois à s’engager pour la langue picarde. La commune s'engage à mettre des panneaux d’entrée de village dans les deux langues, une page en picard sur le site web, un mot d’accueil en chti lors des cérémonies officielles, la diffusion auprès des parents d’élèves d’un document d’informations sur l’enseignement du picard, etc..

### Héraldique
| Blason de Douriez | Blason  | D'argent à trois fleurs de lis au pied nourri de gueules. |
| Blason de Douriez | Détails | Le statut officiel du blason reste à déterminer.          |

## Pour approfondir

#### Bases de données, dictionnaires et encyclopédies
- Ressources relatives à la géographie :   - Insee (communes)
  - Ldh/EHESS/Cassini
- Ressource relative à plusieurs domaines :   - Annuaire du service public français
- Notices d'autorité :   - BnF (données)